# Lisimaquia (Misia)
Lisimaquia, Lisimaquea (en griego antiguo: Λυσιμαχία) o también Lisimaqueia, (Λυσιμάχεια); en latín: Lysimachia, Lysimaca) fue una pequeña ciudad en la antigua Misia, en Asia Menor en la actual Turquía. Fue mencionada solo por Plinio el Viejo, en cuyo tiempo ya no existía.
Se la sitúa tentativamente cerca de la moderna Hatıplar en la provincia de Esmirna.
Por el nombre de la ciudad, presumiblemente fue fundada o renombrada por Lisímaco en el período helenístico de finales del siglo III a. C. a  comienzos del siglo II a. C. El etnónimo Lisimaqueus (Λυσιμαχεύς) se utilizó para el habitante de la ciudad. 